# Pierre Vandammesluis
Die Pierre Vandammesluis (deutsch: Pierre Vandamme-Schleuse) ist eine Seeschleuse im Hafen Zeebrugge in der belgischen Provinz Westflandern. Sie stellt die Verbindung zwischen dem tidenabhängigen Vorhafen und dem Achterhaven her. Die 1984 fertiggestellte Schleuse war mit 500 Metern Länge und 57 Metern Breite bis zum Bau der Berendrechtsluis (1989) die größte der Welt. An den Schleusenenden befindet sich je ein Paar von Klappbrücken für den Straßenverkehr. Benannt ist sie nach dem ehemaligen Bürgermeister von Brügge und Vorsitzenden der Hafenbehörde Pierre Vandamme (1895–1983).

## Schleuse
Die Pierre Vandammesluis wurde im Zuge des Hafenausbaus zwischen 1972 und 1984 errichtet, da der ehemalige Hafenzugang über die 1904 gebaute Visartsluis zu kein geworden war. Diese hat nur eine Durchfahrtsbreite von knapp 20 Metern. Die neue Schleuse ist 57 Meter breit und hat eine Schleusenkammer von 500 Meter Länge und 18,5 Meter Tiefe. Sie ist am Ein- und Ausgang mit Schiebetoren ausgestattet, wobei aus Sicherheitsgründen je ein Ersatztor vorhanden ist. Die Stahl-Schiebetore sind 58,6 Meter lang, 10,9 Meter breit und 24,3 Meter hoch. Sie haben jeweils fünf Durchgangsrohre von 1,8 Meter Durchmesser, in die Klappventile integriert sind. Die Füll- und Leerungszeit beträgt 40 Minuten bei einem Höhenunterschied von 4,5 Metern.
Zwischen 2010 und 2023 wurde alle vier Schleusentore und deren Kammern überholt, wozu die 2500 Tonnen schweren Schiebetore nacheinander mit Schwimmkränen aus der Schleuse gehoben wurden. An Land erfolgte eine grundlegende Reinigung und Instandsetzung der Stahltore.

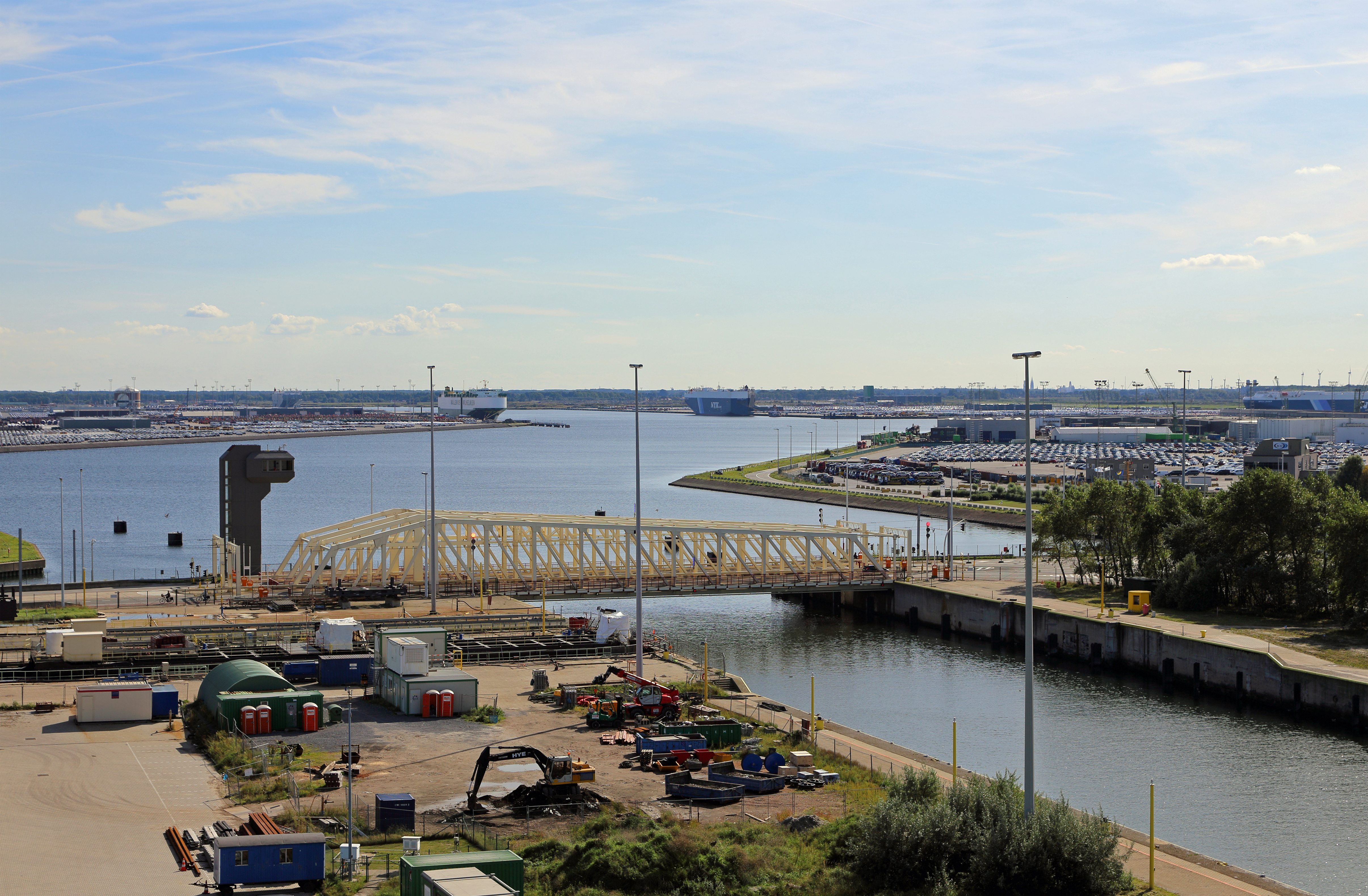
Schleusentor zum Achterhaven geöffnet, davor das Klappbrückenpaar der Südseite
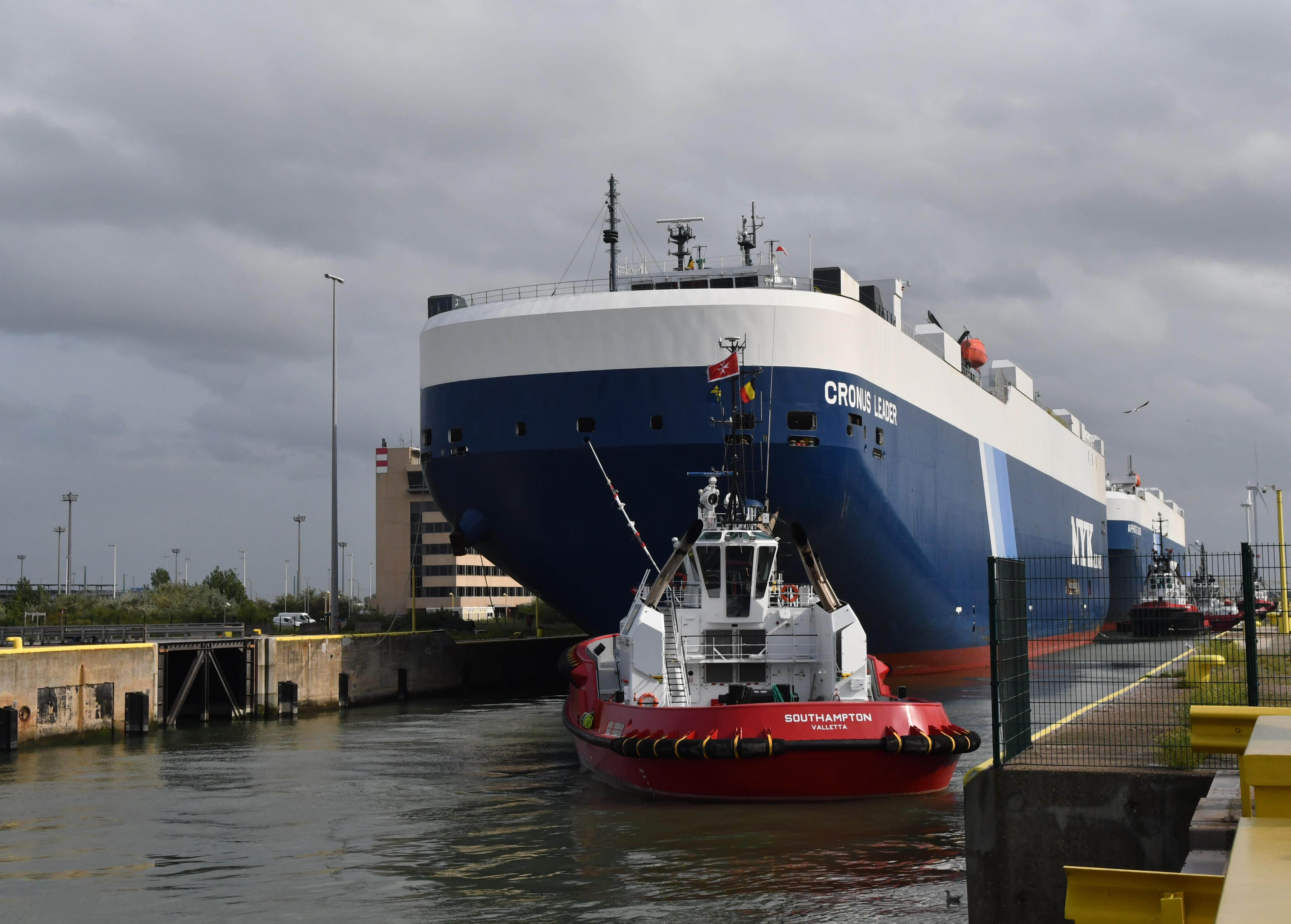
Autotransporter mit Schleppern in der Schleuse
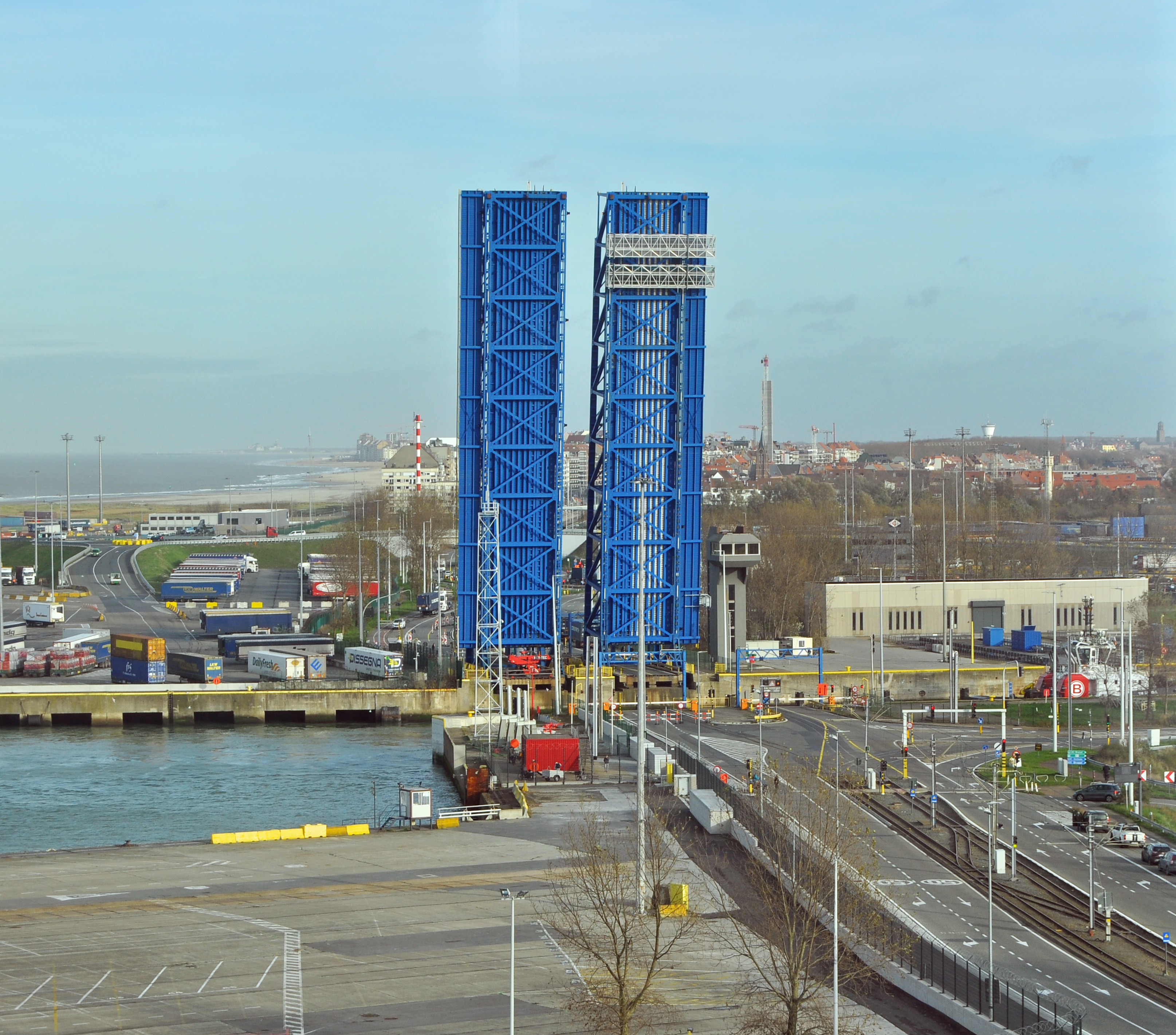
Klappbrücken auf der Nordseite geöffnet (Vorhafen)
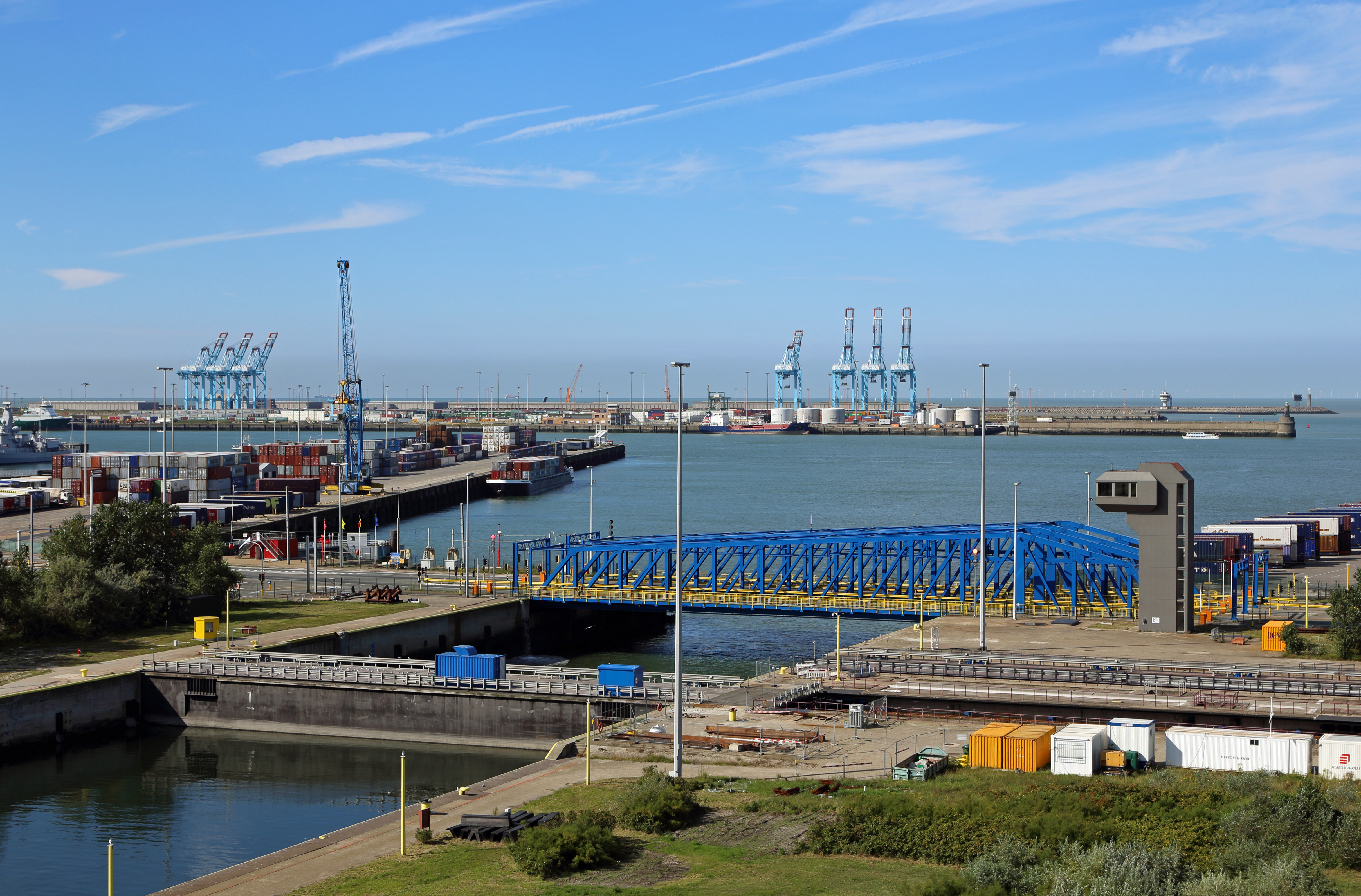
Schleusentor zum Vorhafen geschlossen, davor das Klappbrückenpaar der Nordseite

## Brücken
Am jeweiligen Schleusenkopf der 694 Meter langen Anlage wurde je ein Klappbrückenpaar installiert. Jede Brücke führt zwei Fahrstreifen sowie ein in die Fahrbahn eingelassenes Straßenbahngleis für die Überlandstraßenbahn Kusttram. Die vier baugleichen Klappbrücken sind einflügelige Zapfenbrücken mit tiefliegendem Gegengewicht. Die etwa 86 Meter langen und 10 Meter breiten Brückenträger (Klappen) sind als Ständerfachwerke mit untenliegender Fahrbahn ausgeführt und haben eine Spannweite zwischen den Achsen der Drehzapfen und dem Klappenende von 66,6 Metern. Jede Klappbrücke wird über je zwei 5500-kN-Hydraulikzylinder angetrieben. Die Senkgruben der Gegengewichte (Klappbrücken-Keller) sind jeweils auf der Ostseite, wo sich auch die Kammern für die Schleusentore befinden.